# Lorenzo Fernández Villarrubia
Lorenzo Fernández Villarrubia (Toledo, 10 d'octubre de 1832 - Madrid, 21 de desembre de 1891) fou un polític espanyol, diputat a les Corts Espanyoles durant la restauració borbònica. En 1878 va substituir uns mesos Gregorio Jiménez García Palacios, elegit diputat pel districte d'Albocàsser a les eleccions generals espanyoles de 1876.